# Lissonotus corallinus
Lissonotus corallinus är en skalbaggsart som beskrevs av Dupont 1836. Lissonotus corallinus ingår i släktet Lissonotus och familjen långhorningar.
Artens utbredningsområde är:
- Panama.
- Venezuela.

Inga underarter finns listade i Catalogue of Life.